# Llista de medallistes olímpics d'esgrima (homes)
Aquesta és una llista dels medallistes olímpics d'esgrima en categoria masculina:

## Medallistes

### Programa actual

#### Floret individual
| Edició                       | Or                                   | Argent                               | Bronze                               |
| 1896 Atenes detalls          | Eugène Gravelotte                    | Henri Callot                         | Perikles Pierrakos                   |
| 1900 París detalls           | Émile Coste                          | Henri Masson                         | Marcel Boulenger                     |
| 1904 St. Louis detalls       | Ramón Fonst                          | A. Van Zo Post                       | Charles Tatham                       |
| 1908 Londres                 | No fou inclòs en el programa olímpic | No fou inclòs en el programa olímpic | No fou inclòs en el programa olímpic |
| 1912 Estocolm detalls        | Nedo Nadi                            | Pietro Speciale                      | Richard Verderber                    |
| 1920 Anvers detalls          | Nedo Nadi                            | Philippe Cattiau                     | Roger Ducret                         |
| 1924 París detalls           | Roger Ducret                         | Philippe Cattiau                     | Maurice Van Damme                    |
| 1928 Amsterdam detalls       | Lucien Gaudin                        | Erwin Casmir                         | Giulio Gaudini                       |
| 1932 Los Angeles detalls     | Gustavo Marzi                        | Joseph L. Levis                      | Giulio Gaudini                       |
| 1936 Berlín detalls          | Giulio Gaudini                       | Edouard Gardere                      | Giorgio Bocchino                     |
| 1948 Londres detalls         | Jehan Buhan                          | Christian d'Oriola                   | Lajos Maszlay                        |
| 1952 Hèlsinki detalls        | Christian d'Oriola                   | Edoardo Mangiarotti                  | Manlio Di Rosa                       |
| 1956 Melbourne detalls       | Christian d'Oriola                   | Giancarlo Bergamini                  | Antonio Spallino                     |
| 1960 Roma detalls            | Viktor Zhdanovich                    | Yuri Sisikin                         | Albert Axelrod                       |
| 1964 Tòquio detalls          | Egon Franke                          | Jean Claude Magnan                   | Daniel Revenu                        |
| 1968 Ciutat de Mèxic detalls | Ion Drimba                           | Jenő Kamuti                          | Daniel Revenu                        |
| 1972 Múnic detalls           | Witold Woyda                         | Jenő Kamuti                          | Christian Noel                       |
| 1976 Mont-real detalls       | Fabio dal Zotto                      | Alexandr Romankov                    | Bernard Talvard                      |
| 1980 Moscou detalls          | Vladimir Smirnov                     | Pascal Jolyot                        | Alexandr Romankov                    |
| 1984 Los Angeles detalls     | Mauro Numa                           | Matthias Behr                        | Stefano Cerioni                      |
| 1988 Seül detalls            | Stefano Cerioni                      | Udo Wagner                           | Alexandr Romankov                    |
| 1992 Barcelona detalls       | Philippe Omnes                       | Sergei Golubitsky                    | Elvis Gregory                        |
| 1996 Atlanta detalls         | Alessandro Puccini                   | Lionel Plumenail                     | Franck Boidin                        |
| 2000 Sydney detalls          | Kim Young-Ho                         | Ralf Bissdorf                        | Dmitry Shevchenko                    |
| 2004 Atenes detalls          | Brice Guyart                         | Salvatore Sanzo                      | Andrea Cassara                       |
| 2008 Pequín detalls          | Benjamin Kleibrink                   | Yuki Ota                             | Salvatore Sanzo                      |
| 2012 Londres detalls         | Sheng Lei                            | Alaaeldin Abouelkassem               | Byungchul Choi                       |
| 2016 Rio detalls             | Daniele Garozzo                      | Alexander Massialas                  | Timur Safin                          |
| 2020 Tòquio detalls          | Cheung Ka-long                       | Daniele Garozzo                      | Alexander Choupenitch                |
| 2024 París detalls           | Cheung Ka-long                       | Filippo Macchi                       | Nick Itkin                           |

#### Floret per equips
| Edició                       | Or | Argent | Bronze |
| 1904 París detalls           | Equip mixtRamón Fonst Albertson Van Zo Post Mauel Díaz                                                                                   | Estats Units Charles Tatham · Charles Townsend · Arthur Fox                                                                                     | No es concedí |
| 1908-1912                    | No fou inclòs en el programa olímpic | No fou inclòs en el programa olímpic | No fou inclòs en el programa olímpic                                                                               |
| 1920 Anvers detalls          | ItàliaAldo Nadi · Nedo Nadi · Olivier Abelardo · Pietro Speciale · Rodolfo Terlizzi · Oreste Puliti · Tommaso Constantino · Baldo Baldi  | FrançaAndré Labattut · Georges Trombert · Marcel Perrot · Lucien Gaudin · Philippe Cattiau · Roger Ducret · Gaston Amson · Lionel De Castellane | Estats UnitsFrancis Honeycutt · Arthur Lyon · Robert Sears · Henry Breckinridge · Harold Rayner                    |
| 1924 París detalls           | FrançaLucien Gaudin · Philippe Cattiau · Jacques Coutrot · Roger Ducret · Henri Jobier · André Labattut · Guy De Luget · Josef Peroteaux | BèlgicaDésiré Beaurain · Charles Crahay · Orphile De Montigny · Maurice Van Damme · Marcel L. Berre · Albert De Roocker                         | HongriaLaszlo Berti · Sandor Posta · Zoltan Schenker · Ödön Tersztyanszky · Istvan Lichteneckert                   |
| 1928 Amsterdam detalls       | ItàliaUgo Pignotti · Giulio Gaudini · Giorgio Pessina · Gioachino Guaragna · Oreste Puliti · Giorgio Chiavacci                           | FrançaPhilippe Cattiau · Roger Ducret · André Labattut · Lucien Gaudin · Raymond Flacher · André Gaboriaud                                      | ArgentinaRoberto Larraz · Raul Anganuzzi · Luis Lucchetti · Hector Lucchetti · Carmelo Camet                       |
| 1932 Los Angeles detalls     | FrançaEdouard Gardere · René Bondoux · René Bougnol · René Lemoine · Philippe Cattiau · Jean Piot                                        | ItàliaGiulio Gaudini · Gustavo Marzi · Ugo Pignotti · Gioachino Guaragna · Rodolfo Terlizzi · Giorgio Pessina                                   | Estats UnitsGeorge Calnan · Richard Steere · Joseph L. Levis · Dernell Every · Hugh Alessandroni · Frank Righeimer |
| 1936 Berlín detalls          | ItàliaGiorgio Bocchino · Manlio Di Rosa · Gioachino Guaragna · Ciro Verratti · Giulio Gaudini · Gustavo Marzi                            | FrançaEdouard Gardere · André Gardere · Jacques Coutrot · René Bougnol · René Bondoux · René Lemoine                                            | AlemanyaSiegfried Lerdon · August Heim · Erwin Casmir · Julius Eisenecker · Stefan Rosenbauer · Otto Adam          |
| 1948 Londres detalls         | França Adrien Rommel · Christian d'Oriola · Andre Bonin · Jacques Lataste · Jehan Buhan · René Bougnol                                   | Itàlia Saverio Ragno · Renzo Nostini · Manlio Di Rosa · Giorgio Pellini · Edoardo Mangiarotti · Giuliano Nostini                                | BèlgicaAndre Van De Werwe · Paul Valcke · Raymond Bru · Georges de Bourguignon · Henri Paternoster · Edouard Yves  |
| 1952 Hèlsinki detalls        | França Christian d'Oriola · Jacques Lataste · Jehan Buhan · Claude Netter · Jacques Noël · Adrien Rommel                                 | ItàliaGiancarlo Bergamini · Antonio Spallino · Manlio Di Rosa · Giorgio Pellini · Edoardo Mangiarotti · Renzo Nostini                           | HongriaEndre Palocz · Tibor Berczelly · Endre Tilli · Aladár Gerevich · Jozsef Sakovics · Lajos Maszlay            |
| 1956 Melbourne detalls       | Itàlia Vittorio Lucarelli · Luigi Carpaneda · Manlio Di Rosa · Giancarlo Bergamini · Antonio Spallino · Edoardo Mangiarotti              | FrançaBernard Baudoux · Rene Coicaud · Claude Netter · Roger Closset · Christian d'Oriola · Jacques Lataste                                     | HongriaLajos Somodi · Jozsef Gyuricza · Endre Tilli · Jozsef Marosi · Mihaly Fülöp · Jozsef Sakovics               |
| 1960 Roma detalls            | Unió SovièticaViktor Zhdanovich · Mark Midler · Yuri Rudov · Yuri Sisikin · German Sveshnikov                                            | ItàliaAlberto Pellegrino · Luigi Carpaneda · Mario Curletto · Aldo Aureggi · Edoardo Mangiarotti                                                | AlemanyaJürgen Theuerkauff · Tim Gerresheim · Eberhard Mehl · Jürgen Brecht                                        |
| 1964 Tòquio detalls          | Unió SovièticaViktor Zhdanovic · Yuri Sharov · German Sveshnikov · Mark Midler · Yuri Sisikin                                            | PolòniaZbigniew Skrudlik · Ryszard Parulski · Egon Franke · Witold Woyda · Jan Rozycki                                                          | FrançaJean-Claude Magnan · Christian Noël · Daniel Revenu · Pierre Rodocanachi · Jacky Courtillat                  |
| 1968 Ciutat de Mèxic detalls | FrançaDaniel Revenu · Gilles Berolatti · Christian Noël · Jean-Claude Magnan · Jacques Dimont                                            | Unió SovièticaGerman Sveshnikov · Yuri Sharov · Vasili Stankovich · Viktor Putyatin · Yuri Sisikin                                              | PolòniaWitold Woyda · Zbigniew Skrudlik · Ryszard Parulski · Egon Franke · Adam Lisewski                           |
| 1972 Múnic detalls           | PolòniaMarek Dąbrowski · Jerzy Kaczmarek · Lech Koziejowski · Witold Woyda · Arkadiusz Godel                                             | Unió SovièticaVladimir Denisov · Anatoli Kotetsev · Leonid Romanov · Vasili Stankovich · Victor Putyatin                                        | FrançaJean-Claude Magnan · Christian Noël · Daniel Revenu · Bernard Talvard · Gilles Berolatti                     |
| 1976 Mont-real detalls       | RFAMatthias Behr · Thomas Bach · Harald Hein · Klaus Reichert · Erik Sens-Gorius                                                         | ItàliaFabio dal Zotto · Carlo Montano · Stefano Simoncelli · Giovanni Battista Coletti · Attilio Calatroni                                      | FrançaChristian Noël · Bernard Talvard · Didier Flament · Frederic Pietruszka · Daniel Revenu                      |
| 1980 Moscou detalls          | FrançaDidier Flament Pascal Jolyot Bruno Boscherie Philippe Bonin Frederic Pietruszka                                                    | Unió SovièticaAleksander Romankov · Vladimir Smirnov · Sabirzhan Ruziev · Ashot Karagian · Vladimir Lapitsky                                    | PolòniaAdam Robak · Bogusław Zych · Lech Koziejowski · Marian Sypniewski                                           |
| 1984 Los Angeles detalls     | ItàliaMauro Numa · Andrea Borella · Stefano Cerioni · Angelo Scuri · Andrea Cipressa                                                     | RFAMatthias Behr · Matthias Gey · Harald Hein · Frank Beck · Klaus Reichert                                                                     | FrançaPhilippe Omnes · Patrick Groc · Frederic Pietruszka · Pascal Jolyot · Marc Cerboni                           |
| 1988 Seül detalls            | Unió SovièticaVladimir Aptiaouri · Anvar Ibraguimov · Boris Koretsky · Ilgar Mamedov · Aleksander Romankov                               | RFAMatthias Behr · Thomas Endres · Matthias Gey · Ulrich Schreck · Thorsten Weidner                                                             | HongriaIstvan Busa · Zsolt Ersek · Robert Gatai · Pal Szekeres · Istfan Szelei                                     |
| 1992 Barcelona detalls       | AlemanyaUdo Wagner · Ulrich Schreck · Thorsten Weidner · Alexander Koch · Ingo Weissenborn                                               | CubaElvis Gregory · Guillermo Betancourt · Óscar García · Tulio Díaz · Hermenegildo García                                                      | PolòniaMarian Sypniewski · Piotr Kiełpikowski · Adam Krzesiński · Cezary Siess · Ryszard Sobczak                   |
| 1996 Atlanta detalls         | RússiaDmitri Shevchenko · Ilgar Mamedov · Vladislav Pavlovich                                                                            | PolòniaPiotr Kiełpikowski · Adam Krzesiński · Ryszard Sobczak                                                                                   | CubaElvis Gregory · Rolando Leon · Óscar García                                                                    |
| 2000 Sydney detalls          | França Jean-Noel Ferrari · Brice Guyart · Patrice Lhotellier · Lionel Plumenail                                                          | R.P. de la XinaDong Zhaozhi · Wang Haibin · Ye Chong · Zhang Jie                                                                                | ItàliaDaniele Crosta · Gabriele Magni · Salvatore Sanzo · Matteo Zennaro                                           |
| 2004 Atenes detalls          | ItàliaAndrea Cassarà · Salvatore Sanzo · Simone Vanni                                                                                    | R.P. de la XinaDong Zhaozhi · Wang Haibin · Wu Hanxiong · Ye Chong                                                                              | RússiaRenal Ganeev · Youri Moltchan · Rouslan Nassiboulline · Viatcheslav Pozdniakov                               |
| 2008                         | No fou inclòs en el programa olímpic | No fou inclòs en el programa olímpic | No fou inclòs en el programa olímpic                                                                               |
| 2012 Londres detalls         | ItàliaValerio Aspromonte · Giorgio Avola · Andrea Baldina · Andrea Cassarà                                                               | JapóSuguru Awaji · Kenta Chida · Ryo Miyake · Yuki Ota                                                                                          | AlemanyaPeter Joppich · Sebastian Bachmann · Benjamin Kleibrink                                                    |
| 2016 Rio detalls             | RússiaTimur Safin · Artur Akhmatkhuzin · Aleksey Cheremisinov                                                                            | FrançaJérémy Cadot · Enzo Lefort · Erwan Le Péchoux · Jean-Paul Tony Helissey                                                                   | Estats UnitsMiles Chamley-Watson · Race Imboden · Alexander Massialas · Gerek Meinhardt                            |
| 2020 Tòquio detalls          | FrançaEnzo Lefort · Erwann Le Péchoux · Julien Mertine · Maxime Pauty                                                                    | ROCAnton Borodachev Kirill Borodachev Vladislav Mylnikov Timur Safin                                                                            | Estats UnitsRace Imboden · Nick Itkin · Alexander Massialas · Gerek Meinhardt                                      |
| 2024 París detalls           | JapóKyosuke Matsuyama · Takahiro Shikine · Kazuki Iimura · Yudai Nagano                                                                  | ItàliaGuillaume Bianchi · Filippo Macchi · Tommaso Marini · Alessio Foconi                                                                      | FrançaMaximilien Chastanet · Maxime Pauty · Enzo Lefort · Julien Mertine                                           |

#### Espasa individual
| Edició                       | Or                   | Argent                 | Bronze              |
| 1900 París detalls           | Ramón Fonst          | Louis Perrée           | Léon Sée            |
| 1904 St. Louis detalls       | Ramón Fonst          | Charles Tatham         | A. Van Zo Post      |
| 1908 Londres detalls         | Gaston Alibert       | Alexandre Lippmann     | Eugene Olivier      |
| 1912 Estocolm detalls        | Paul Anspach         | Ivan Osiier            | Philippe le Hardy   |
| 1920 Anvers detalls          | Armand Massard       | Alexandre Lippmann     | Gustave Buchard     |
| 1924 París detalls           | Charles Delporte     | Roger Ducret           | Nils Hellsten       |
| 1928 Amsterdam detalls       | Lucien Gaudin        | Georges Buchard        | George Calnan       |
| 1932 Los Angeles detalls     | Giancarlo            | Georges Buchard        | Carlo Agostoni      |
| 1936 Berlín detalls          | Franco Riccardi      | Saverio Ragno          | Giancarlo Cornaggia |
| 1948 Londres detalls         | Luigi Cantone        | Oswald Zappelli        | Edoardo Mangiarotti |
| 1952 Hèlsinki detalls        | Edoardo Mangiarotti  | Dario Mangiarotti      | Oswald Zappelli     |
| 1956 Melbourne detalls       | Carlo Pavesi         | Giuseppe Delfino       | Edoardo Mangiarotti |
| 1960 Roma detalls            | Giuseppe Delfino     | Allan Jay              | Bruno Habarovs      |
| 1964 Tòquio detalls          | Grigory Kriss        | Henry Hoskyns          | Guram Kostava       |
| 1968 Ciutat de Mèxic detalls | Győző Kulcsár        | Grigory Kriss          | Gianluigi Saccaro   |
| 1972 Múnic detalls           | Csaba Fenyvesi       | Jacques la Degaillerie | Győző Kulcsár       |
| 1976 Mont-real detalls       | Alexander Pusch      | Jurgen Hehn            | Győző Kulcsár       |
| 1980 Moscou detalls          | Johan Harmenberg     | Ernő Kolczonay         | Philippe Riboud     |
| 1984 Los Angeles detalls     | Philippe Boisse      | Björne Väggö           | Philippe Riboud     |
| 1988 Seül detalls            | Arnd Schmitt         | Philippe Riboud        | Andrei Shuvalov     |
| 1992 Barcelona detalls       | Eric Srecki          | Pàvel Kolobkov         | Jean-Michel Henry   |
| 1996 Atlanta detalls         | Aleksandr Beketov    | Ivan Trevegjo Pérez    | Géza Imre           |
| 2000 Sydney detalls          | Pàvel Kolobkov       | Hugues Obry            | Lee Sang-Ki         |
| 2004 Atenes detalls          | Marcel Fischer       | Wang Lei               | Pàvel Kolobkov      |
| 2008 Pequín detalls          | Matteo Tagliariol    | Fabrice Jeannet        | José Luis Abajo     |
| 2012 Londres detalls         | Gascón Rubén Limardo | Bartosz Piasecki       | Jinsun Jung         |
| 2016 Rio detalls             | Park Sang-Young      | Géza Imre              | Gauthier Grumier    |
| 2020 Tòquio detalls          | Romain Cannone       | Gergely Siklósi        | Ihor Reizlin        |
| 2024 París detalls           | Koki Kano            | Yannick Borel          | Mohamed El-Sayed    |

#### Espasa per equips
| Edició                       | Or | Argent | Bronze |
| 1908 Londres detalls         | FrançaGaston Alibert Bernard Gravier Alexandre Lippmann Eugène Olivier Henri-Georges Berger Charles Collignon Jean Stern                                                   | Regne UnitEdgar Amphlett Leaf Daniell Cecil Haig Robert Montgomerie Martin Holt Edgar Seligman                                                           | BèlgicaPaul Anspach · Fernand Bosmans · Fernand de Montigny · François Rom · Victor Willems · Désiré Beaurain · Ferdinand Feyerick |
| 1912 Estocolm detalls        | Bèlgica Paul Anspach · Henri Anspach · Robert Hennet · Fernand de Montigny · Jacques Ochs · Gaston Salmon · Victor Willems                                                 | Regne Unit Edgar Seligman · Edgar Amphlett · Robert Montgomerie · John Blake · Percival Davson · Arthur Everitt · Sydney Mertineau · Martin Holt         | Països Baixos Adrianus de Jong · Willem van Blijenburgh · Jetze Doorman · Leonardus Salomonson · George van Rossem                 |
| 1920 Anvers detalls          | ItàliaAldo Nadi · Nedo Nadi · Olivier Abelardo · Giovanni Canova · Dino Urbani · Tullio Bozza · Andrea Marrazzi · Antonio Allochio · T. Constantino · Paolo Thaon di Revel | BèlgicaPaul Anspach · Léon Tom · Ernest Gevers · Félix Goblet d'Alviella · Victor Boin · Joseph De Craecker · Philippe De Beaulieu · Orphile De Montigny | FrançaArmand Massard · Alexandre Lippmann · Gustave Buchard · Georges Casanova · Georges Trombert · Gaston Amson · Émile Moreau    |
| 1924 París detalls           | FrançaLucien Gaudin · Georges Buchard · Roger Ducret · André Labattut · Lionel Liottel · Alexandre Lippmann · Georges Tainturier                                           | BèlgicaPaul Anspach · Joseph De Craecker · Charles Delporte · Orphile De Montigny · Ernest Gevers · Léon Tom                                             | Itàlia Giulio Basletta · Marcello Bertinetti · Giovanni Canova · Vincenzo Cuccia · Virgilio Mantegazza · Oreste Moricca            |
| 1928 Amsterdam detalls       | ItàliaCarlo Agostoni · Giulio Basletta · Marcello Bertinetti · Giancarlo Cornaggia · Renzo Minoli · Franco Riccardi                                                        | FrançaArmand Massard · Georges Buchard · Gaston Amson · Emile Cornic · Bernard Schmetz · René Barbier                                                    | PortugalPaulo de Eca Leal · Mário de Noronha · Jorge de Paiva · Frederico Paredes · Joao Sassetti · Henrique da Silveira           |
| 1932 Los Angeles detalls     | FrançaFernand Jourdant · Bernard Schmetz · Georges Tainturier · Georges Buchard · Jean Piot · Philippe Cattiau                                                             | ItàliaSaverio Ragno · Giancarlo Cornaggia · Franco Riccardi · Carlo Agostoni · Renzo Minoli                                                              | Estats UnitsGeorge Calnan · Gustave Heiss · Frank Righeimer · Tracy Jaeckel · Curtis Shears · Miguel De Capriles                   |
| 1936 Berlín detalls          | ItàliaEdoardo Mangiarotti · Saverio Ragno · Giancarlo Cornaggia · Giancarlo Brusati · Franco Riccardi                                                                      | SuèciaHans Drakenberg · Hans Granfelt · Gustaf Dyrssen · Gustav Almgren · Birger Cederin · Sven Thofelt                                                  | FrançaHenri Dulieux · Philippe Cattiau · Georges Buchard · Paul Wormser · Michel Pécheux · Bernard Schmetz                         |
| 1948 Londres detalls         | França Maurice Huet · Michel Pécheux · Marcel Desprets · Edouard Artigas · Henri Guérin · Henri Lepage                                                                     | Itàlia Luigi Cantone · Marco Antonio Mandruzzato · Carlo Agostoni · Edoardo Mangiarotti · Fiorenzo Marini · Dario Mangiarotti                            | Suècia Frank Cervell · Carl Forssell · Bengt Ljungquist · Sven Thofelt · Per Hjalmar Carleson · Arne Tollbom                       |
| 1952 Hèlsinki detalls        | ItàliaRoberto Battaglia · Carlo Pavesi · Franco Bertinetti · Giuseppe Delfino · Dario Mangiarotti · Edoardo Mangiarotti                                                    | SuèciaBerndt-Otto Rehbinder · Bengt Ljungquist · Per Hjalmar Carleson · Carl Forssell · Sven Fahlman · Lennart Magnusson                                 | SuïssaOtto Rüfenacht · Paul Meister · Oswald Zappelli · Paul Barth · Willy Fitting · Mario Valota                                  |
| 1956 Melbourne detalls       | Itàlia Giuseppe Delfino · Franco Bertinetti · Alberto Pellegrino · Giorgio Anglesio · Carlo Pavesi · Edoardo Mangiarotti                                                   | HongriaBela Rerrich · Ambrus Nagy · Barnabas Berzsenyi · Jozsef Marosi · Jozsef Sakovics · Lajos Balthazar                                               | FrançaYves Dreyfus · Rene Queyroux · Daniel Dagallier · Claude Nigon · Armand Mouyal                                               |
| 1960 Roma detalls            | ItàliaGiuseppe Delfino · Alberto Pellegrino · Carlo Pavesi · Edoardo Mangiarotti · Fiorenzo Marini · Gianluigi Saccaro                                                     | Regne UnitAllan Jay · Michael Howard · John Pelling · Henry Hoskyns · Raymond Harrison · Michael Alexander                                               | Unió SovièticaValentin Chernikov · Guram Kostava · Arnold Chernushevich · Bruno Khabarov · Aleksandr Pavlovsky                     |
| 1964 Tòquio detalls          | HongriaArpad Barany · Istvan Kausz · Gyözö Kulcsar · Zoltan Nemere · Tamas Gabos                                                                                           | ItàliaAlberto Pellegrino · Giovanni Breda · Gianluigi Saccaro · Gianfranco Paolucci · Giuseppe Delfino                                                   | FrançaJacques Brodin · Claude Bourquard · Yves Dreyfus · Claude Brodin · Jaques Brittet                                            |
| 1968 Ciutat de Mèxic detalls | HongriaCsaba Fenyvesi · Zoltan Nemere · Pál Schmitt · Gyözö Kulcsar · Pal Nagy                                                                                             | Unió SovièticaGrigory Kriss · Iosif Vitebsky · Aleksei Nikanchikov · Yuri Smolyakov · Viktor Modzalevsky                                                 | PolòniaBogdan Andrzejewski · Michał Butkiewicz · Bogdan Gonsior · Henryk Nielaba · Kazimierz Barburski                             |
| 1972 Múnic detalls           | HongriaSándor Erdös · Csaba Fenyvesi · Gyözö Kulcsar · Pal Schmitt · Istvan Osztrics                                                                                       | SuïssaGuy Evequoz · Daniel Giger · Christian Kauter · Peter Lötscher · François Suchanecki                                                               | Unió SovièticaViktor Modzalevsky · Sergei Paramonov · Igor Valetov · Georgi Zažitski · Grigori Kriss                               |
| 1976 Mont-real detalls       | SuèciaCarl von Essen · Hans Jacobson · Rolf Edling · Leif Högström · Göran Flodström                                                                                       | RFAAlexander Pusch · Hans-Jürgen Hehn · Reinhold Behr · Volker Fischer · Hanns Jana                                                                      | SuïssaFrançois Suchanecki · Michel Poffet · Daniel Giger · Christian Kauter · Jean-Blaise Evequoz                                  |
| 1980 Moscou detalls          | FrançaPhilippe Riboud Patrick Picot Hubert Gardas Philippe Boisse Michel Salesse                                                                                           | PolòniaPiotr Jabłkowski · Andrzej Lis · Leszek Swornowski · Ludomir Chronowski · Mariusz Strzałka                                                        | Unió SovièticaAshot Karagian · Boris Lukomsky · Aleksander Abushackmetov · Aleksander Mozhaev · Vladimir Smirnov                   |
| 1984 Los Angeles detalls     | RFAElmar Borrmann · Volker Fischer · Gerhard Heer · Rafael Nickel · Alexander Pusch                                                                                        | FrançaPhilippe Boisse · Jean-Michel Henry · Olivier Lenglet · Philippe Riboud · Michel Salesse                                                           | ItàliaStefano Bellone · Sandro Cuomo · Cosimo Ferro · Roberto Manzi · Angelo Mazzoni                                               |
| 1988 Seül detalls            | FrançaFrederic Delpla · Jean-Michel Henry · Olivier Lenglet · Philippe Riboud · Eric Srecki                                                                                | RFAElmar Borrmann · Volker Fischer · Thomas Gerull · Alexander Pusch · Arnd Schmitt                                                                      | Unió SovièticaAndrei Chouvalov · Pàvel Kolobkov · Vladimir Reznichenko · Mikhail Tishko · Igor Tikhomirov                          |
| 1992 Barcelona detalls       | AlemanyaElmar Borrmann · Robert Felisiak · Arnd Schmitt · Uwe Proske · Vladimir Reznitchenko                                                                               | HongriaIvan Kovacs · Krisztian Kulcsar · Ferenc Hegedus · Ernõ Kolczonay · Gabor Totola                                                                  | Equip UnificatPàvel Kolobkov Andrei Chouvalov Sergei Kravchouk Sergei Kostarev Valeri Zacharevich                                  |
| 1996 Atlanta detalls         | ItàliaSandro Cuomo · Angelo Mazzoni · Maurizio Randazzo | RússiaAleksandr Beketov · Pàvel Kolobkov · Valeriy Zakharevich                                                                                           | FrançaJean-Michel Henry · Robert Leroux · Eric Srecki                                                                              |
| 2000 Sydney detalls          | ItàliaAngelo Mazzoni · Paolo Milanoli · Maurizio Randazzo · Alfredo Rota                                                                                                   | FrançaJean di Martino · Robert Leroux · Hughes Obry · Eric Srecki                                                                                        | CubaNelson Loyola · Cándido Alberto Maya · Carlos Pedroso · Ivan Trevejo                                                           |
| 2004 Atenes detalls          | FrançaFabrice Jeannet · Jerome Jeannet · Hugues Obry · Érik Boisse | HongriaGábor Boczkó · Krisztián Kulcsár · Iván Kovács · Géza Imre                                                                                        | AlemanyaSven Schmid · Jörg Fiedler · Daniel Strigel                                                                                |
| 2008 Pequín detalls          | FrançaJérôme Jeannet · Fabrice Jeannet · Ulrich Robeiri | PolòniaRobert Andrzejuk · Tomasz Motyka · Adam Wiercioch · Radosław Zawrotniak                                                                           | ItàliaStefano Carozzo · Diego Confalonieri · Alfredo Rota · Matteo Tagliariol                                                      |
| 2012 Londres                 | No fou inclòs en el programa olímpic | No fou inclòs en el programa olímpic | No fou inclòs en el programa olímpic                                                                                               |
| 2016 Rio detalls             | FrançaGauthier Grumier · Yannick Borel · Daniel Jérent · Jean-Michel Lucenay                                                                                               | ItàliaEnrico Garozzo · Marco Fichera · Paolo Pizzo · Andrea Santarelli                                                                                   | HongriaGábor Boczkó · Géza Imre · András Rédli · Péter Somfai                                                                      |
| 2020 Tòquio detalls          | JapóKoki Kano · Kazuyasu Minobe · Masaru Yamada · Satoru Uyama | ROC Sergey Bida Sergey Khodos Pavel Sukhov Nikita Glazkov                                                                                                | Corea del SudPark Sang-young · Ma Se-geon · Song Jae-ho · Kweon Young-jun                                                          |
| 2024 París detalls           | HongriaMáté Tamás Koch · Tibor Andrásfi · Gergely Siklósi · Dávid Nagy | JapóAkira Komata · Koki Kano · Masaru Yamada · Kazuyasu Minobe                                                                                           | TxèquiaJiří Beran · Jakub Jurka · Martin Rubeš · Michal Čupr                                                                       |

#### Sabre individual
| Edició                       | Or                    | Argent            | Bronze             |
| 1896 Atenes detalls          | Ioannis Georgiadis    | T. Karakalos      | Holger Nielsen     |
| 1900 París detalls           | Georges de la Falaise | Léon Thiébaut     | Siegfried Flesch   |
| 1904 St. Louis detalls       | Manuel Díaz           | William Grebe     | A. Van Zo Post     |
| 1908 Londres detalls         | Jenő Fuchs            | Béla Zulawsky     | Vilém Libsdorf     |
| 1912 Estocolm detalls        | Jenő Fuchs            | Béla Békéssy      | Ervin Mészáros     |
| 1920 Anvers detalls          | Nedo Nadi             | Aldo Nadi         | Adrianus de Jong   |
| 1924 París detalls           | Sándor Pósta          | Roger Ducret      | Janos Garay        |
| 1928 Amsterdam detalls       | Odön Tersztyánszky    | Attila Petschauer | Bino Bini          |
| 1932 Los Angeles detalls     | György Piller         | Giulio Gaudini    | Endre Kabos        |
| 1936 Berlín detalls          | Endre Kabos           | Gustavo Marzi     | Aladár Gerevich    |
| 1948 Londres detalls         | Aladár Gerevich       | Vincenzo Pinton   | Pál Kovács         |
| 1952 Hèlsinki detalls        | Pál Kovács            | Aladár Gerevich   | Tibor Berczelly    |
| 1956 Melbourne detalls       | Rudolf Kárpáti        | Jerzy Pawłowski   | Lev Kuznetsov      |
| 1960 Roma detalls            | Rudolf Kárpáti        | Zoltán Horváth    | Wladimiro Calarese |
| 1964 Tòquio detalls          | Tibor Pézsa           | Claude Arabo      | Umar Mavlikhanov   |
| 1968 Ciutat de Mèxic detalls | Jerzy Pawłowski       | Mark Rakita       | Tibor Pézsa        |
| 1972 Múnic detalls           | Viktor Sidyak         | Péter Maróth      | Vladimir Nazlymov  |
| 1976 Mont-real detalls       | Viktor Krovopuskov    | Vladimir Nazlymov | Viktor Sidyak      |
| 1980 Moscou detalls          | Viktor Krovopuskov    | Mikhail Burtsev   | Imre Gedővári      |
| 1984 Los Angeles detalls     | Jean Lamour           | Marco Marin       | Peter Westbrook    |
| 1988 Seül detalls            | Jean Lamour           | Janusz Olech      | Giovanni Scalzo    |
| 1992 Barcelona detalls       | Bence Szabó           | Marco Marin       | Jean Lamour        |
| 1996 Atlanta detalls         | S. Pozdniakov         | Sergey Sharikov   | Damien Touya       |
| 2000 Sydney detalls          | Mihai Covaliu         | Mathieu Gourdain  | Wiradech Kothny    |
| 2004 Atenes detalls          | Aldo Montano          | Zsolt Nemcsik     | Vladislav Tretiak  |
| 2008 Pequín detalls          | Zhong Man             | Nicolas Lopez     | Mihai Covaliu      |
| 2012 Londres detalls         | Aron Szilagyi         | Diego Occhiuzzi   | Nikolai Kovalev    |
| 2016 Rio detalls             | Aron Szilagyi         | Daryl Homer       | Kim Jung-hwan      |
| 2020 Tòquio detalls          | Áron Szilágyi         | Luigi Samele      | Kim Jung-hwan      |
| 2024 París detalls           | Oh Sang-uk            | Farès Ferjani     | Luigi Samele       |

#### Sabre per equips
| Edició                       | Or | Argent | Bronze |
| 1908 Londres detalls         | HongriaJenő Fuchs Oszkár Gerde Péter Tóth Lajos Werkner Dezső Földes                                                                            | ItàliaRiccardo Nowak Alessandro Pirzio Biroli Abelardo Olivier Marcello Bertinetti Sante Ceccherini                                   | BohèmiaVilém Goppold von Lobsdorf Jaroslav Tuček Vlastimil Lada-Sázavský Otakar Lada Bedřich Schejbal                                               |
| 1912 Estocolm detalls        | Hongria Jenő Fuchs László Berty Ervin Mészáros Dezső Földes Oszkár Gerde Zoltán Schenker Péter Tóth Lajos Werkner                               | Àustria Richard Verderber Otto Herschmann Rudolf Cvetko Friedrich Golling Andreas Suttner Albert Bogen Reinhold Trampler              | Països Baixos Willem van Blijenburgh · George van Rossem · Adrianus de Jong · Jetze Doorman · Dirk Scalongne · Hendrik de Jongh                     |
| 1920 Anvers detalls          | ItàliaAldo Nadi · Nedo Nadi · Francesco Gargano · Oreste Puliti · Giorgio Santelli · Dino Urbani · Frederico Ceserano · Baldo Baldi             | FrançaJean Margraff · Marc Perrodon · Henri Germain · Georges Trombert · Jean Mondielli                                               | Països BaixosJan Van Der Wiel · Adrianus De Jong · Jetze Doorman · Willem Blijenburgh · Louis Delaunoy · Salomon Zeldenrust · Henri Wynoldy-Daniels |
| 1924 París detalls           | Itàlia Renato Anselmi · Guido Balzarini · Marcello Bertinetti · Bino Bini · Vincenzo Cuccia · Oreste Moricca · Oreste Puliti · Giulio Sarrocchi | HongriaLaszlo Berti · Janos Garay · Sandor Posta · Jozsef Rady · Zoltan Schenker · Laszlo Szechy · Ödön Tersztyanszky · Jenö Uhlyarik | Països BaixosAdrianus De Jong · Jetze Doorman · H. Scherpenhuyzen · Jan Van Der Wiel · Maarten Van Dulm · Henri Wynoldy-Daniels                     |
| 1928 Amsterdam detalls       | HongriaJános Garay · Gyula Glykais · Sándor Gombos · Attila Petschauer · József Rády · Ödön Tersztyánszky                                       | ItàliaRenato Anselmi · Bino Bini · Gustavo Marzi · Oreste Puliti · Emilio Salafia · Giulio Sarrocchi                                  | PolòniaTadeusz Friedrich · Kazimierz Laskowski · Alexander Malecki · Adam Papée · Władysław Segda · Jerzy Zabielski                                 |
| 1932 Los Angeles detalls     | HongriaEndre Kabos · Attila Petschauer · Erno Nagy · Gyula Glykais · György Piller · Aladár Gerevich ·                                          | ItàliaGustavo Marzi · Giulio Gaudini · Renato Anselmi · Emilio Salafia · Arturo De Vecchi · Ugo Pignotti                              | PolòniaTadeusz Friedrich · Marian Suski · Władysław Dobrowolski · Władysław Segda · Leszek Lubicz · Adam Papée                                      |
| 1936 Berlín detalls          | HongriaPál Kovács · Tibor Berczelly · Imre Rajczy · Aladár Gerevich · Endre Kabos · Laszlo Rajcsanyi                                            | ItàliaVincenzo Pinton · Aldo Masciotta · Athos Tanzini · Aldo Montano · Gustavo Marzi · Giulio Gaudini                                | AlemanyaHans Jörger · Julius Eisenecker · August Heim · Erwin Casmir · Richard Wahl · Hans Esser                                                    |
| 1948 Londres detalls         | HongriaLaszlo Rajcsanyi · Bertalan Papp · Aladár Gerevich · Tibor Berczelly · Rudolf Karpati · Pál Kovács                                       | Itàlia Carlo Turcato · Gastone Dare · Vincenzo Pinton · Mauro Racca · Renzo Nostini · Aldo Montano                                    | Estats Units Miguel Capriles · Norman Armitage · George Worth · Dean Victor Cetrulo · James Hummitzsch · Tibor Nyilas ·                             |
| 1952 Hèlsinki detalls        | HongriaBertalan Papp · Laszlo Rajcsanyi · Rudolf Karpati · Tibor Berczelly · Aladár Gerevich · Pál Kovács                                       | ItàliaGiorgio Pellini · Vincenzo Pinton · Renzo Nostini · Mauro Racca · Gastone Dare · Roberto Ferrari                                | FrançaMaurice Piot · Jacques Lefèvre · Bernard Morel · Jean Laroyenne · Jean Francois Tournon · Jean Levavasseur                                    |
| 1956 Melbourne detalls       | HongriaAttila Keresztes · Aladár Gerevich · Rudolf Kárpáti · Jenö Hamori · Pál Kovács · Daniel Magay                                            | PolòniaZygmunt Pawlas · Jerzy Pawłowski · Wojciech Zabłocki · Andrzej Piątkowski · Marian Kuszewski · Ryszard Zub                     | Unió SovièticaYakov Rylsky · David Tyshler · Lev Kuznetsov · Yevgeni Cherepovsky · Leonid Bogdanov                                                  |
| 1960 Roma detalls            | HongriaTamas Mendelenyi · Rudolf Kárpáti · Pál Kovács · Zoltan Horvath · Gabor Delneki · Aladár Gerevich                                        | PolòniaAndrzej Piatkowski · Emil Ochyra · Wojciech Zabłocki · Jerzy Pawłowski · Ryszard Zub · Marian Kuszewski                        | ItàliaWladimiro Calarese · Giampaolo Calanchini · Pierluigi Chicca · Roberto Ferrari · Mario Ravagnan                                               |
| 1964 Tòquio detalls          | Unió SovièticaUmar Mavlikhanov · Boris Melnikov · Nugzar Asatiani · Yakov Rylsky · Mark Rakita                                                  | ItàliaGiampaolo Calanchini · Wladimiro Calarese · Cesare Salvadori · Mario Ravagnan · Pierluigi Chicca                                | PolòniaWojciech Zablocki · Ryszard Zub · Andrzej Piatkowski · Jerzy Pawlowski · Emil Ochyra                                                         |
| 1968 Ciutat de Mèxic detalls | Unió SovièticaVladimir Nazlymov · Viktor Sidyak · Eduard Vinokurov · Mark Rakita · Umar Mavlikhanov                                             | ItàliaWladimiro Calarese · Michele Maffei · Cesare Salvadori · Pierluigi Chicca · Rolando Rigoli                                      | HongriaTamas Kovacs · Janos Kalmar · Peter Bakonyi · Miklos Meszena · Tibor Pezsa                                                                   |
| 1972 Múnic detalls           | ItàliaMichele Maffei · Mario Aldo Montano · Mario Tullio Montano · Rolando Rigoli · Cesare Salvadori                                            | Unió SovièticaViktor Bashenov · Vladimir Nazlymov · Viktor Sidyak · Eduard Vinokurov · Mark Rakita                                    | HongriaPal Gerevich · Tamas Kovacs · Peter Maroth · Tibor Pezsa · Peter Bakonyi                                                                     |
| 1976 Mont-real detalls       | Unió SovièticaViktor Krovopuskov · Eduard Vinokurov · Viktor Sidyak · Vladimir Nazlymov · Mikhail Burtsev                                       | ItàliaMario Aldo Montano · Michele Maffei · Angelo Arcidiacono · Tommaso Montano · Mario Tullio Montano                               | RomaniaDaniel Irimiciuc · Ioan Pop · Marin Mustata · Corneliu Marin · Alexandru Nilca                                                               |
| 1980 Moscou detalls          | Unió SovièticaMikhail Burtsev · Viktor Krovopuskov · Viktor Sidjak · Vladimir Nazlymov · ikolai Alekhin                                         | ItàliaMichele Maffei Mario Montano Marco Romano Ferdinando Meglio Giovanni Scalzo                                                     | HongriaImre Gedővári · Rudolf Nébald · Pál Gerevich · Ferenc Hammang · György Nébald                                                                |
| 1984 Los Angeles detalls     | ItàliaMarco Marin · Gianfranco Dalla Barba · Giovanni Scalzo · Ferdinando Meglio · Angelo Arcidiacono                                           | FrançaJean-François Lamour · Pierre Guichot · Hervé Granger-Veyron · Philippe Delrieu · Franck Ducheix                                | RomaniaMarin Mustata · Ioan Pop · Alexandru Chiculita · Corneliu Marin · Vilmos Szabo                                                               |
| 1988 Seül detalls            | HongriaImre Bujdoso · Laszlo Csongradi · Imre Gedovari · György Nébald · Bence Szabo                                                            | Unió SovièticaAndrei Alshan · Mikhail Burtsev · Sergei Koryakin · Sergei Mindirgassov · Heorhiy Pohosov                               | ItàliaMassimo Cavaliere · Gianfranco Dalla Barba · Marco Marin · Ferdinando Meglio · Giovanni Scalzo                                                |
| 1992 Barcelona detalls       | Equip Unificat Grigori Kirienko Aleksander Chirchov Heorhiy Pohosov Vadim Gutzeit Stanislav Pozdniakov                                          | HongriaBence Szabo · Csaba Koves · Györgi Nebald · Peter Abay · Imre Bujdoso                                                          | FrançaJean-François Lamour · Jean-Phillippe Daurelle · Franck Ducheix · Hervé Grainger-Veyron · Pierre Guichot                                      |
| 1996 Atlanta detalls         | RússiaStanislav Pozdniakov · Grigoriy Kirienko · Sergey Sharikov                                                                                | HongriaCsaba Köves · József Navarrete · Bence Szabó                                                                                   | ItàliaRaffaello Caserta · Luigi Tarantino · Toni Terenzi                                                                                            |
| 2000 Sydney detalls          | RússiaSerguei Charikov · Alexey Dyachenko · Alexei Frossine · Stanislav Pozdniakov                                                              | FrançaMathieu Gourdain · Julien Pillet · Cedric Seguin · Damien Touya                                                                 | AlemanyaDennis Bauer · Wiradech Kothny · Eero Lehmann · Alexander Weber                                                                             |
| 2004 Atenes detalls          | FrançaJulien Pillet · Damien Touya · Gael Touya                                                                                                 | ItàliaAldo Montano · Gianpiero Pastore · Luigi Tarantino                                                                              | RússiaSerguei Charikov · Alexei Diatchenko · Stanislav Pozdniakov · Alexei Yakimenko                                                                |
| 2008 Pequín detalls          | FrançaNicolas Lopez · Julien Pillet · Boris Sanson                                                                                              | Estats UnitsTim Morehouse · Jason Rogers · Keeth Smart · James Williams                                                               | ItàliaAldo Montano · Diego Occhiuzzi · Giampiero Pastore · Luigi Tarantino                                                                          |
| 2012 Londres detalls         | Corea del SudGu Bon-Gil · Won Woo-Young · Kim Jung-Hwan · Oh Eun-Seok                                                                           | RomaniaRares Dumitrescu · Tiberiu Dolniceanu · Florin Zalomir · Alexandru Siriteanu                                                   | ItàliaAldo Montano · Diego Occhiuzzi · Luigi Samele · Luigi Tarantino                                                                               |
| 2016                         | No fou inclòs en el programa olímpic | No fou inclòs en el programa olímpic                                                                                                  | No fou inclòs en el programa olímpic |
| 2020 Tòquio detalls          | Corea del SudOh Sang-uk · Kim Jun-ho · Kim Jung-hwan · Gu Bon-gil                                                                               | ItàliaLuca Curatoli · Luigi Samele · Enrico Berrè · Aldo Montano                                                                      | HongriaÁron Szilágyi · András Szatmári · Tamás Decsi · Csanád Gémesi                                                                                |
| 2024 París detalls           | Corea del SudOh Sang-uk · Gu Bon-gil · Park Sang-won · Do Gyeong-dong                                                                           | HongriaÁron Szilágyi · Csanád Gémesi · András Szatmári · Krisztián Rabb                                                               | FrançaSébastien Patrice · Maxime Pianfetti · Boladé Apithy · Jean-Philippe Patrice                                                                  |

### Programa eliminat

#### Floret professionals
| Edició              | Or              | Argent                | Bronze                 |
| 1896 Atenes detalls | Leonidas Pirgos | Jean Maurice Perronet | No es concedí          |
| 1900 París detalls  | Lucien Mérignac | Alphonse Kirchhoffer  | Jean-Baptiste Mimiague |

#### Espasa professionals
| Edició             | Or                 | Argent        | Bronze        |
| 1900 París detalls | Albert Robert Ayat | Émile Bougnol | Henri Laurent |

#### Espasa amateurs-professionals
| Edició             | Or                 | Argent      | Bronze   |
| 1900 París detalls | Albert Robert Ayat | Ramón Fonst | Léon Sée |

#### Sabre professionals
| Edició             | Or            | Argent         | Bronze        |
| 1900 París detalls | Antonio Conte | Italo Santelli | Milan Neralić |

#### Singlestick
| Edició                 | Or                    | Argent           | Bronze        |
| 1904 St. Louis detalls | Albertson Van Zo Post | William O'Connor | William Grebe |